# Гробниця Сципіонів
Гробниця Сципіонів (лат. Sepulcrum Scipionum, датується  ІІІ ст. до Р.Х. – І ст. після Р.Х.) – давньоримська гробниця, що належала патриціанському роду Сципіонів. Похоронний комплекс розташовувався за межами Сервієвого муру на  Аппієвій дорозі. Тривалий час місцезнаходження гробниці було невідомим, а сама пам’ятка вважалася втраченою.

## Історія відкриття гробниці

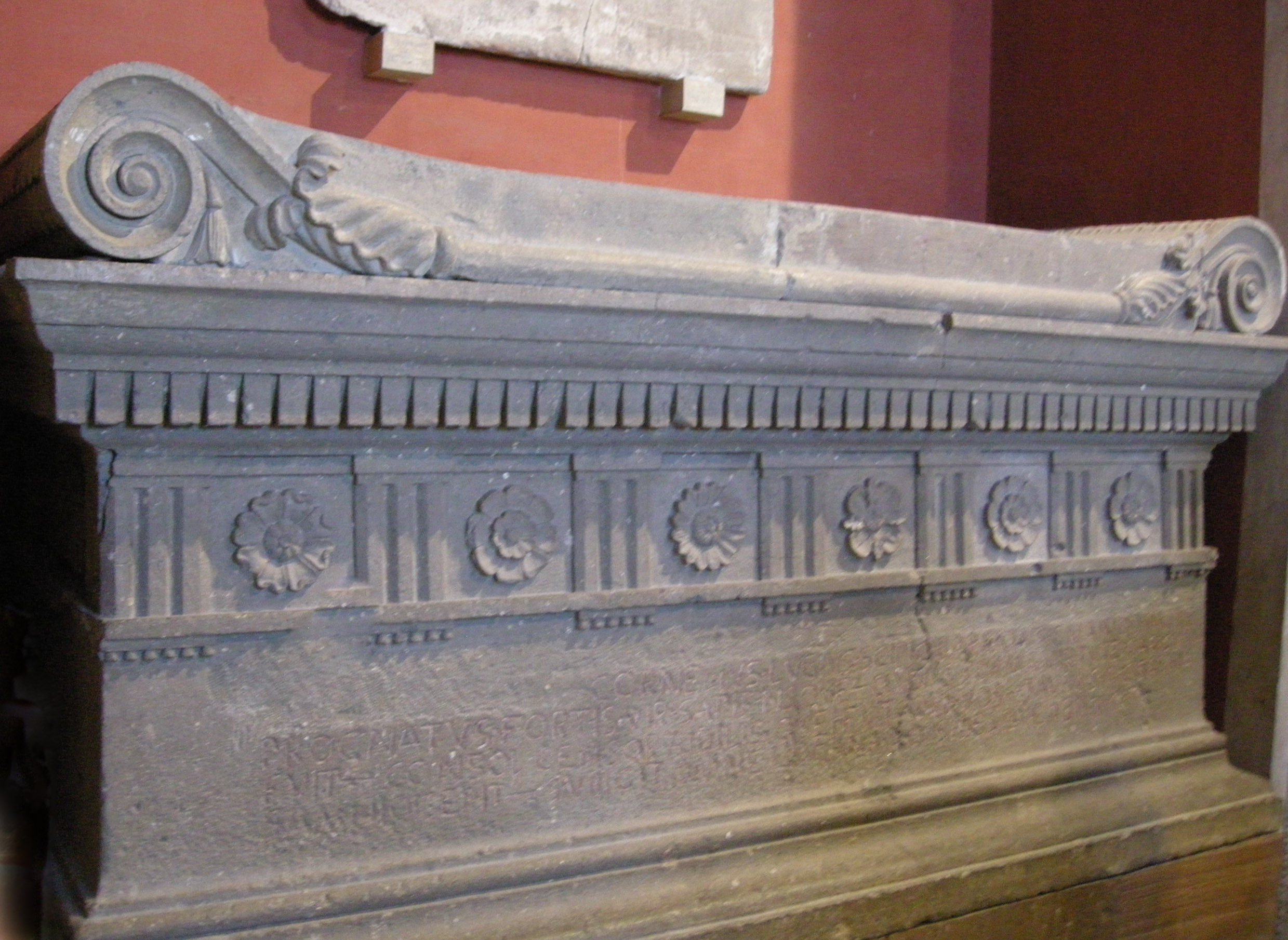
Саркофаг Сципіона Барбата

У Римі в травні 1780 році брати-священники Сассі на ділянці, що належала їм, будуючи льох знайшли велику кількість підземних камер, усередині яких знаходилися саркофаги. Згодом з'ясувалося, що відкрита ними гробниця належала стародавньому римському роду Сципіонів, які були відомими своїми перемогами над карфагенськими військами на чолі з Ганнібалом у ІІІ ст. до н. е.
Найстаріші саркофаги були монолітними, вирубаними з цілісного каменю (пеперіно або аньєнський туф, оскільки мармур у III до н. е. у Римі ще не використовувався). Найбільш раннім похованням підземелля виявився саркофаг Сципіона Барбата — переможця самнітів та етрусків у 298 р. до Р. Х. Саме він і наказав побудувати цю гробницю. На його надгробній плиті були елогії, які описувала надбання великого понтифіка:
«Луцій Корнелій Сципіон Барбат, син Гнєя, хоробра та мудра людина; він був у вас консулом, цензором, едилом. Він узяв Таврасію та Цизауну в Самнії, підкорив усю Луканію, звідки привів заручників». 

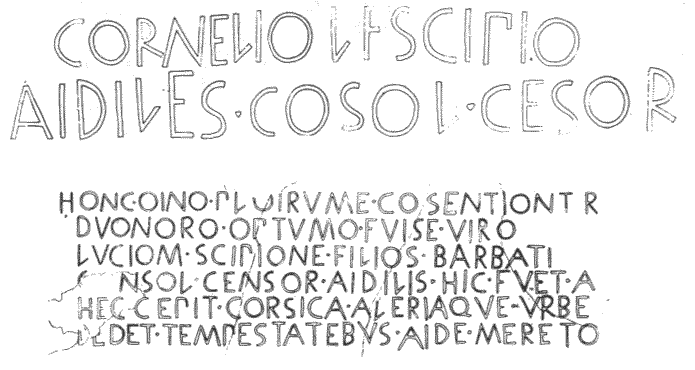
Елогії Сципіона Барбата

Алессадро Веррі так описав гробницю Сципіонів: 
«Я двічі був у гробницях Сципіонів. Вони розташовані під котеджем винороба поруч із стародавньою Аппієвою дорогою за межами Порта-Капени. Гробниця збудована з туфу, який був викопаний у підземних печерах, а всередині розміщені урни. Перші з них знайдені з поганого м'якого каменю під назвою пеперіно, а літери були написані червоним кольором, збереженим до наших часів добротою удачі. Інші урни, які зараз знаходять, мають гарні орнаменти та вигравірувані літери. Венеціанський сенатор Квіріні забрав череп Сципіона, мосьє Дутенс викрав золотий зуб, який він заховав у коробці: Я вкрав священну кістку не знаю якого Сципіона». 
 Після повного дослідження лабіринту гробниці було виявлено ще десяток саркофагів, датованих від ІІІ ст. до н. е. — І ст. Папа Римський Пій VI наказав розмістити в музеї Пія-Климента саркофаг Барбата й написи. Усі інші поховання були розбиті, їх вміст було продано, а кістки розкидано по всьому комплексу.
У 1926 р. у ході реставраційних робіт у гробниці було встановлено точні копії вцілілих фрагментів та самого саркофагу. Епітафія Луція Корнелія Сципіона Барбата була написана так званим сатурновим віршем і є одним із найдавніших написів епохи Римської республіки.

## Опис поховального комплексу
Загалом гробниця поділена на дві окремі частини: основний комплекс, висічений у виступі з туфу на великому квадратному плані, і мурований склеп пізнішого періоду з окремим входом. Уздовж внутрішніх стін розміщувалися 32 саркофаги, майже всі були з епітафіями, які всі згодом були вирізаними та перевезеними до музею у Ватикані. З тридцяти двох саркофагів залишилося лише шістнадцяті, сім з яких мають на надгробній плиті відповідні написи.

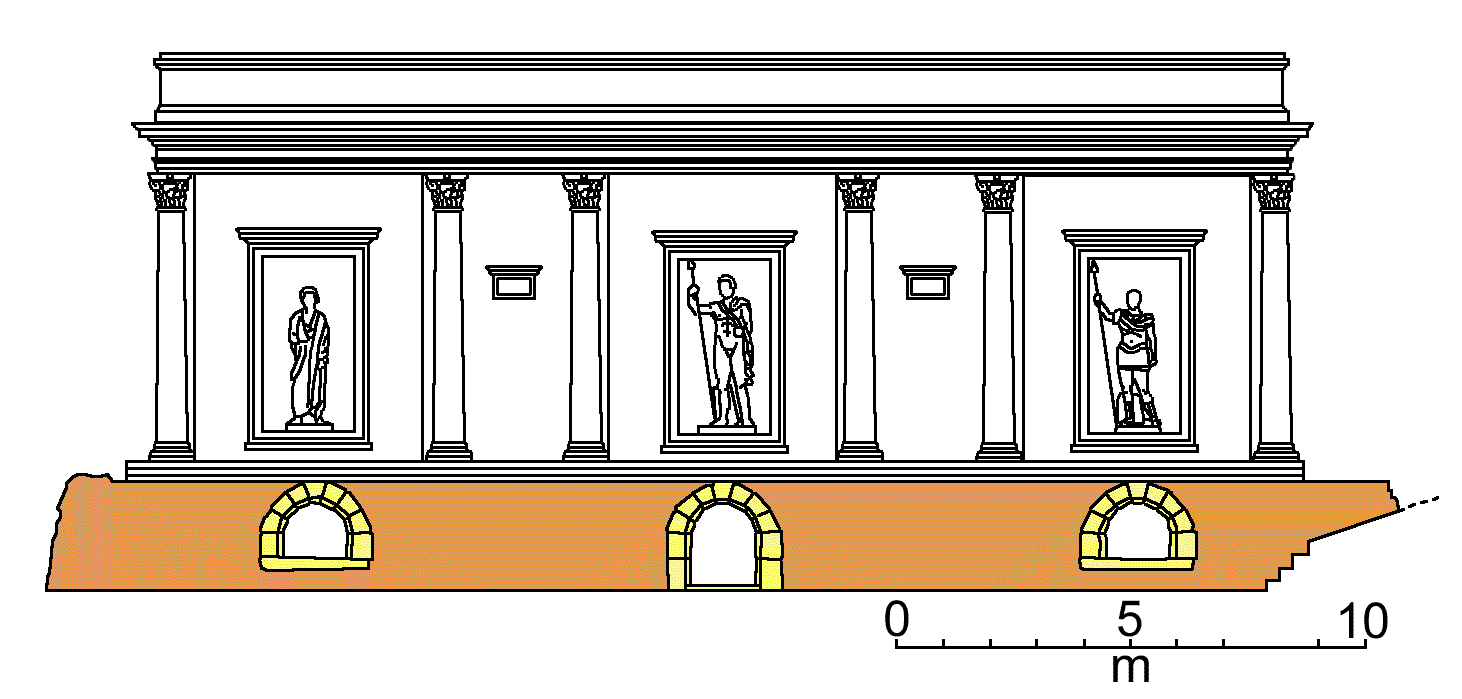
Імовірний фасад гробниці

Головний фасад, вхід в поховальний комплекс, виходив на вулицю, перпендикулярну до Аппієвої дороги. З небагатьох уцілілих залишків вдалося реконструювати фасад, утворений високою основою, з анієнського туфу, в якому розміщувалися три арки. Основу увінчала стіна, прикрашена напівколонами з аттичними основами та рифленим валом, який у свою чергу підтримував масивний карниз.
За словами Лівія, на фасаді гробниці були встановлені статуї Сципіона Африканського, Сципіона Азіатіка та поета Квінта Еннія, який був другом першого. Реконструктори моделі поховального комплексу вважають, що статуї повинні були розміщуватися при в ході в гробницю. Їх уявлення спираються на  тристоронній аспект фасаду та утворені проміжки між напівколонами.

## Саркофаги та епітафії
Початкова кількість саркофагів відповідала тридцяти двом похованням, які датуються початком ІІІ – серединою ІІ ст. до Р.Х. Існує два типи саркофагів – монолітні (вирізані з цілого туфу) та побудовані. Другий тип найчастіше є арковим заглибленням, вирізаним у стіні, в яке поміщали померлого, прикриваючи отвір плитою з вигравіруваними літерами. Самі заглиблення так і залишилися в гробниці, однак надгробні плити були перевезені до Ватикану.
Епітафії, які містили згадку про найвидатніших представників роду Сципіонів були написані червоним кольором. Найбільш вишуканим є напис на плиті Барбата.
Епітафії були знайдені на саркофагах:
1. Луція Корнелія Сципіона Барбата
2. Луція Корнелія Сципіона
3. Публія Корнелія Сципіона Африканського
4. Луція Корнелія Сципіона, сина Сципіона Азіатіка
5. Паули Корнелії, дружини Гнея Корнелія Сципіона Гіспалло

## Історичне значення відкриття
У XVII ст. історики вважали, що римляни, в основному, під час поховання людини використовували кремацію. Ці твердження були підкріплені відкриттям в 1777 р. поховального вогнища Августа, священної огорожі, де були спалені тіла імператора, його родини та перших заступників. Знахідка гробниці Сципіонів стала першим прикладом використання римлянами обряду поховання з саркофагами ще в ті далекі часи. Подальші дослідження підтвердили, що два поховальні обряди існували одночасно. Іноді, археологами, під час розкопок, були виявлені урни з прахом, і саркофаги з тілами в одній і тій же гробниці.